# Yoshi (cráter)

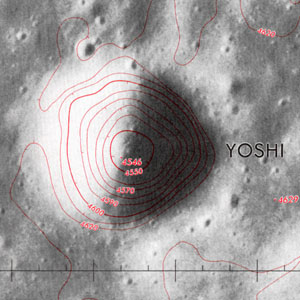
Yoshi. Detalle de la hoja 42A431 del Topophotomap

Yoshi es un pequeño cráter de impacto situado en la parte norte de la cara visible de la Luna. Se encuentra en la parte oriental del Mare Serenitatis, en el lado oeste del singular elemento del relieve lunar denominado Aratus CA. Otro diminuto cráter, Manuel, se halla al sureste de Aratus CA.
|  |

Es un pequeño cráter con forma de cuenco, prácticamente intacto. Presenta una pequeña protuberancia en su parte oriental.  Tanto el fondo del cráter como el área situada a su alrededor aparecen salpicados de diminutos cráteres.

## Denominación
El nombre procede de una designación originalmente no oficial, contenida en la página 42A4/S2 de la serie de planos del Lunar Topophotomap de la NASA, que fue adoptada por la UAI en 1976.